# Marcheprime
Marcheprime est une commune du Sud-Ouest de la France, située dans le département de la Gironde, en région Nouvelle-Aquitaine.

## Géographie

### Localisation

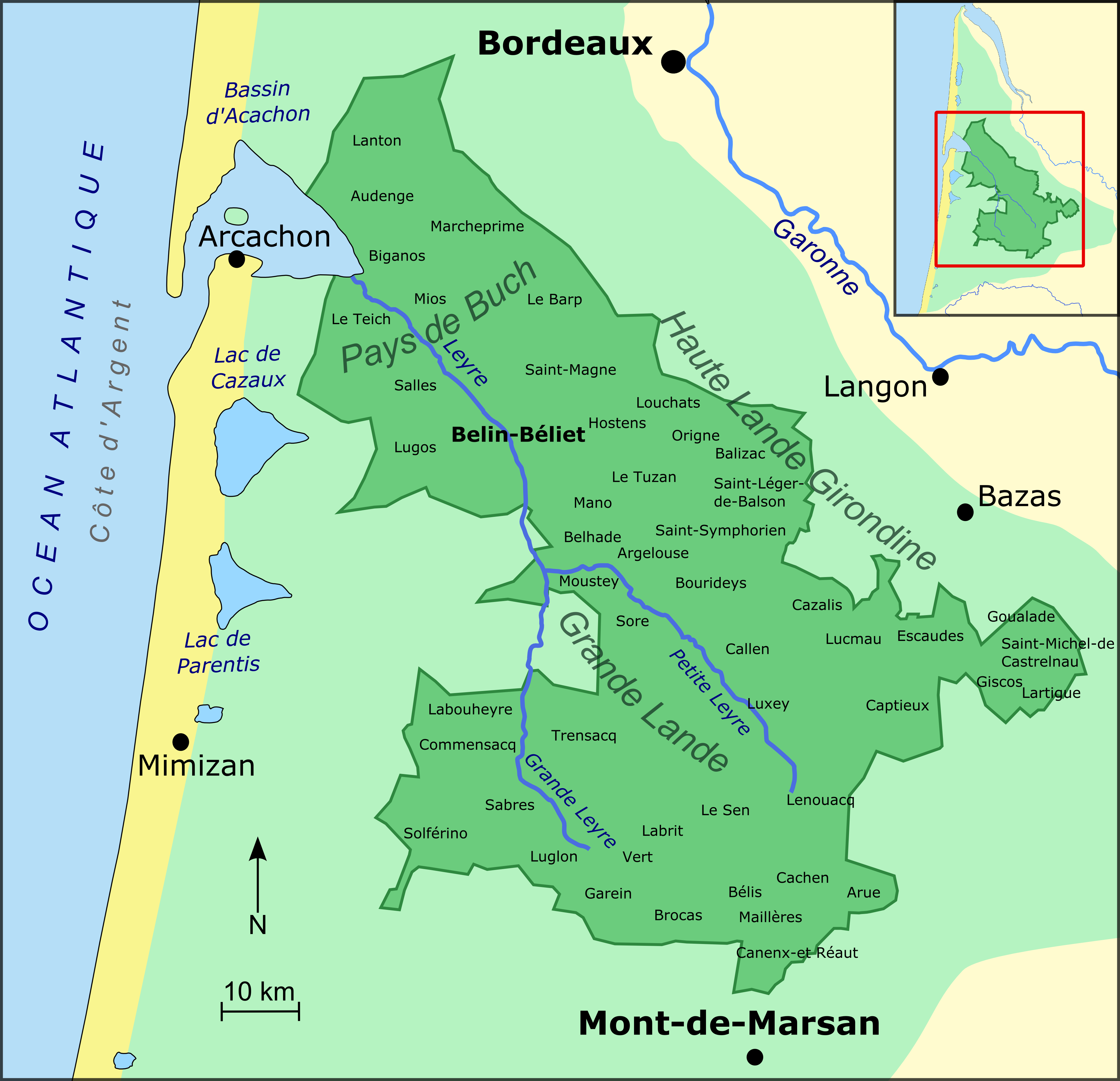
Carte du parc naturel régional des Landes de Gascogne.

Marcheprime est située dans la forêt des Landes à mi-chemin entre la capitale régionale (Bordeaux, 28 km) et le bassin d’Arcachon (Arcachon, 32 km), elle fait partie de l'aire urbaine de Bordeaux.
Elle est l’une des 51 communes membres du parc naturel régional des Landes de Gascogne et fait partie du Pays de Buch.
La commune de Marcheprime est boisée à 88 %, et attachée à son appartenance au parc naturel régional des Landes de Gascogne et ainsi qu'à la préservation de son environnement forestier.
Outre le bourg, la commune de Marcheprime comprend deux lieux-dits Biard et Croix d'Hins.

### Communes limitrophes
Les communes limitrophes en sont Saint-Jean-d'Illac au nord, en quadripoint (point de la surface de la Terre qui touche quatre régions distinctes), Cestas au nord-est, Mios au sud-est, Biganos au sud-ouest et Audenge au nord-ouest.
| Audenge | Saint-Jean-d'Illac {\displaystyle +} (quadripoint) | Cestas |
|         | Marcheprime                                        |        |
| Biganos |                                                    | Mios   |

### Climat
Pour des articles plus généraux, voir Climat de la Nouvelle-Aquitaine et Climat de la Gironde.
Historiquement, la commune est exposée à un climat océanique aquitain.  
En 2020, Météo-France publie une typologie des climats de la France métropolitaine dans laquelle la commune est exposée à un climat océanique et est dans la région climatique Littoral charentais et aquitain, caractérisée par une pluviométrie élevée en automne et en hiver, un bon ensoleillement, des hiver doux (6,5 °C), soumis à la brise de mer.
Pour la période 1971-2000, la température annuelle moyenne est de 13 °C, avec une amplitude thermique annuelle de 13,9 °C. Le cumul annuel moyen de précipitations est de 1 028 mm, avec 12,7 jours de précipitations en janvier et 7,2 jours en juillet. Pour la période 1991-2020, la température moyenne annuelle observée sur la station météorologique la plus proche, située sur la commune de Belin-Béliet à 22 km à vol d'oiseau, est de 14,0 °C et le cumul annuel moyen de précipitations est de 927,7 mm,. Pour l'avenir, les paramètres climatiques de la commune estimés pour 2050 selon différents scénarios d’émission de gaz à effet de serre sont consultables sur un site dédié publié par Météo-France en novembre 2022.

## Urbanisme

### Typologie
Au 1er janvier 2024, Marcheprime est catégorisée bourg rural, selon la nouvelle grille communale de densité à sept niveaux définie par l'Insee en 2022.
Elle appartient à l'unité urbaine de Marcheprime, une unité urbaine monocommunale constituant une ville isolée,. Par ailleurs la commune fait partie de l'aire d'attraction de Bordeaux, dont elle est une commune de la couronne,. Cette aire, qui regroupe 275 communes, est catégorisée dans les aires de 700 000 habitants ou plus (hors Paris),.

### Occupation des sols

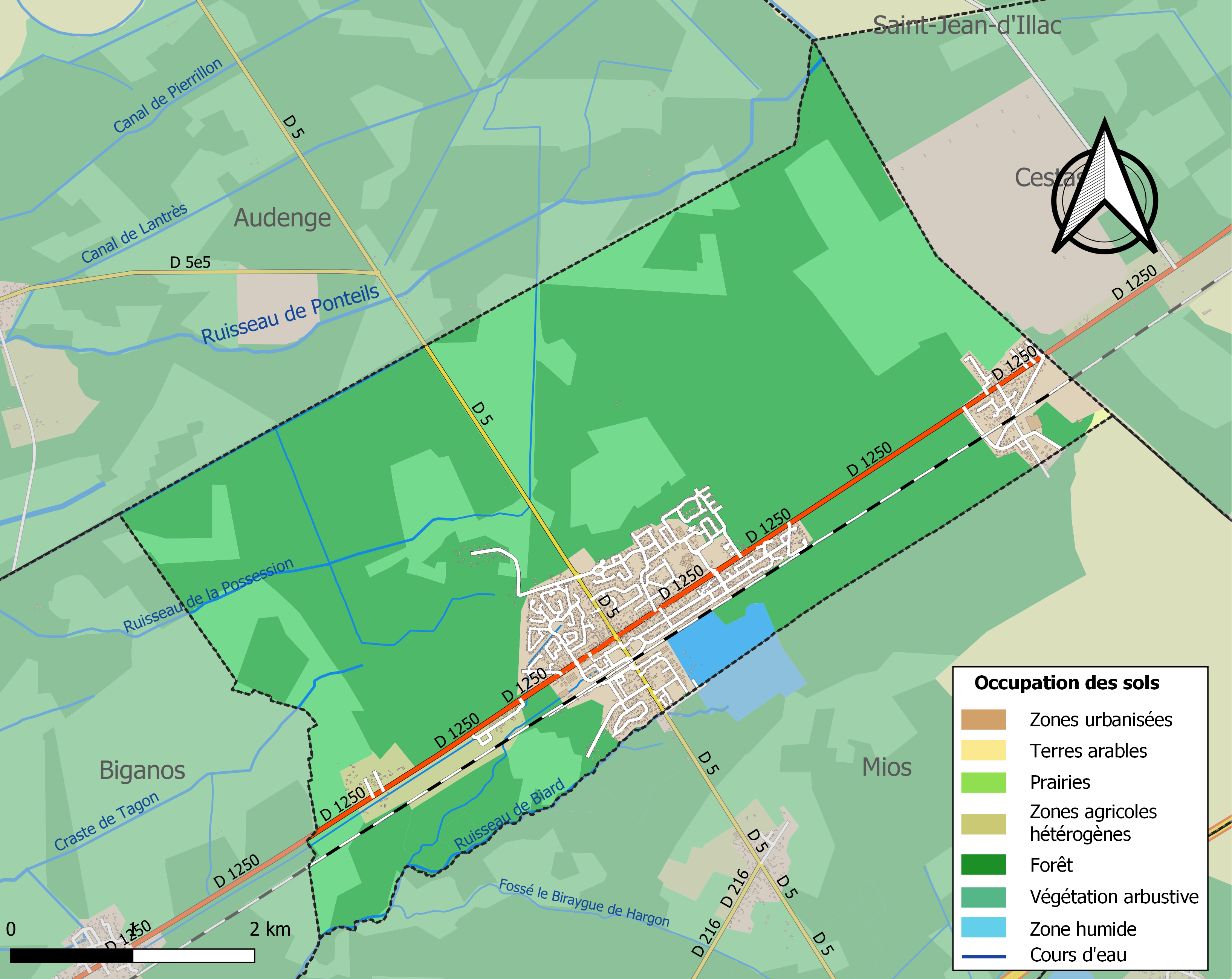
Carte des infrastructures et de l'occupation des sols de la commune en 2018 (CLC).

L'occupation des sols de la commune, telle qu'elle ressort de la base de données européenne d’occupation biophysique des sols Corine Land Cover (CLC), est marquée par l'importance des forêts et milieux semi-naturels (85,1 % en 2018), en diminution par rapport à 1990 (92,9 %). La répartition détaillée en 2018 est la suivante : 
forêts (61 %), milieux à végétation arbustive et/ou herbacée (24,1 %), zones urbanisées (11,2 %), zones agricoles hétérogènes (2,1 %), eaux continentales (1,3 %), zones industrielles ou commerciales et réseaux de communication (0,1 %), terres arables (0,1 %). L'évolution de l’occupation des sols de la commune et de ses infrastructures peut être observée sur les différentes représentations cartographiques du territoire : la carte de Cassini (XVIIIe siècle), la carte d'état-major (1820-1866) et les cartes ou photos aériennes de l'IGN pour la période actuelle (1950 à aujourd'hui).

### Voies de communication et transports

#### Routes
- La commune est desservie par l'autoroute A63 (Bordeaux-Hendaye) et par le réseau routier national et départemental : RD 1250 (ex RN 250) et RD 5.

#### Gare SNCF
La ville est desservie par deux gares SNCF du réseau TER Nouvelle-Aquitaine situées sur la ligne de Bordeaux-Saint-Jean à Irun :
- la gare de Marcheprime ;
- la gare de Croix d'Hins qui est désaffectée.

#### Transports aériens
Marcheprime est situé à une trentaine de kilomètres de l'aéroport de Bordeaux-Mérignac.

#### Piste cyclable
Depuis 2010, une piste cyclable relie Marcheprime à Croix d'Hins.
Depuis 2019, une piste cyclable relie Marcheprime à Biard.

### Risques majeurs
Le territoire de la commune de Marcheprime est vulnérable à différents aléas naturels : météorologiques (tempête, orage, neige, grand froid, canicule ou sécheresse), feux de forêts et séisme (sismicité très faible). Un site publié par le BRGM permet d'évaluer simplement et rapidement les risques d'un bien localisé soit par son adresse soit par le numéro de sa parcelle.
Marcheprime est exposée au risque de feu de forêt. Depuis le 20 avril 2016, les départements de la Gironde, des Landes et de Lot-et-Garonne disposent d’un règlement interdépartemental de protection de la forêt contre les incendies. Ce règlement vise à mieux prévenir les incendies de forêt, à faciliter les interventions des services et à limiter les conséquences, que ce soit par le débroussaillement, la limitation de l’apport du feu ou la réglementation des activités en forêt. Il définit en particulier cinq niveaux de vigilance croissants auxquels sont associés différentes mesures,.
La commune a été reconnue en état de catastrophe naturelle au titre des dommages causés par les inondations et coulées de boue survenues en 1982, 1999, 2009 et 2020.

## Toponymie
Le nom de Marcheprime (en gascon, Marcha Prima) vient du bas-latin Marca prima qui s'interprète comme « premier quartier » (de marca « marque, borne », mais aussi « marche », territoire frontalier).
On peut aussi noter le nom du lieudit « Croix d'Hins ». La croix d'Hins indiquait la limite du Captalat de Buch sur la route de Bordeaux ; auparavant, ce lieu avait indiqué la limite entre les Bituriges Vivisques et les Boiates (dont le nom est à l'origine de « Buch »). Il correspondait à l'ancien Béhar(d) (écrit aujourd'hui Biard). La croix d'Hins est également connue sous l'appellation « croix de Heins ».
Le toponyme « Hins » (parfois « Hinx »), qui vient du latin fines « limites » (l'évolution du f en h est régulière en gascon), est récurrent en Gascogne pour signaler des limites entre peuples. Il correspond au toponyme gaulois equoranda qui a donné les toponymes de même signification « Ingrandes », « Aygurande », etc.

## Histoire
La première trace historique se situe au niveau du lieu-dit Croix de Hins. Une borne en forme de croix située sur l’ancienne voie antique Bordeaux - Dax, limitait le territoire entre le « Bourdelois » et le Captalat de Buch.
Pour plus d'information sur la situation de la commune au XVIIIe siècle, voir l'ouvrage de Jacques Baurein Variétés Bordeloises, article XI, pages 300-306.

### Le bourg

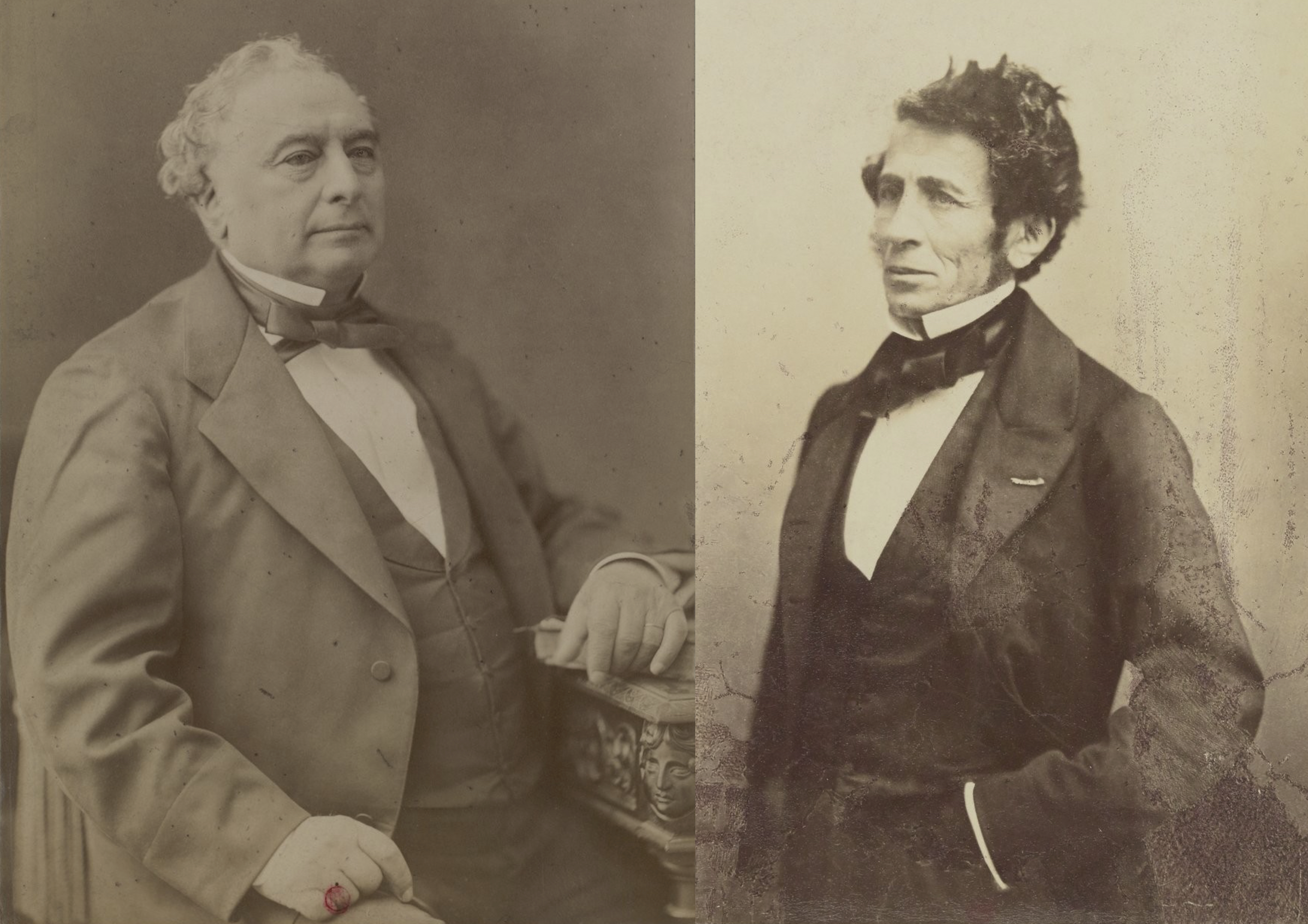
Isaac et Émile Pereire.

L'essor de Marcheprime date du XIXe siècle. Comme les autres communes landaises, l'économie de Marcheprime a d'abord été marquée par le système agro-pastoral, avant l'extension de la forêt à l'ensemble du territoire durant la seconde moitié du XIXe siècle.
Le chemin de fer arrive à Marcheprime en 1841, lors de la construction de la ligne Bordeaux-La Teste. Par le biais de la Compagnie des Chemins de fer du Midi, les frères Pereire prennent à bail la ligne de Bordeaux à La Teste le 27 mars 1852. Ils acquièrent 10 000 ha de lande et entreprennent de transformer cette zone en forêt de pins.
À cette époque, Marcheprime est seulement un lieu-dit rattaché à la commune de Biganos. On n'y trouve que quelques habitations et une auberge en bord de route.
L'économie se tourne alors vers l'exploitation de la gemme et sa distillation. L'usine de Marcheprime distille la résine de pin pour produire de l'essence de térébenthine nommée « La Landaise », dont on peut voir un échantillon au pavillon des Landes de Gascogne de Sabres, faisant partie de l'Écomusée du parc naturel régional.
En 1862, Émile Pereire fait construire une église (on retrouve les initiales E.P. gravées sous la voûte).
En 1863, Marcheprime est alors composée d’une église, d'une école, d'une maison d’instituteur et d'un presbytère.
Émile Pereire demande que le lieu-dit soit érigé en commune, mais ce n'est qu'en 1946 que Marcheprime devient officiellement une commune. Elle est encore la plus jeune commune de Gironde.
La commune de Marcheprime est particulièrement touchée lors de l'incendie de la forêt des Landes de 1949. Au total, le feu ravagea 50 000 ha et entraîna le décès de 82 personnes dont 57 civils et 6 sur Marcheprime. Le feu fut stoppé au niveau de Croix d'Hins. Il s'agit toujours du plus grand feu qu'ait connu la commune.

### Croix d'Hins

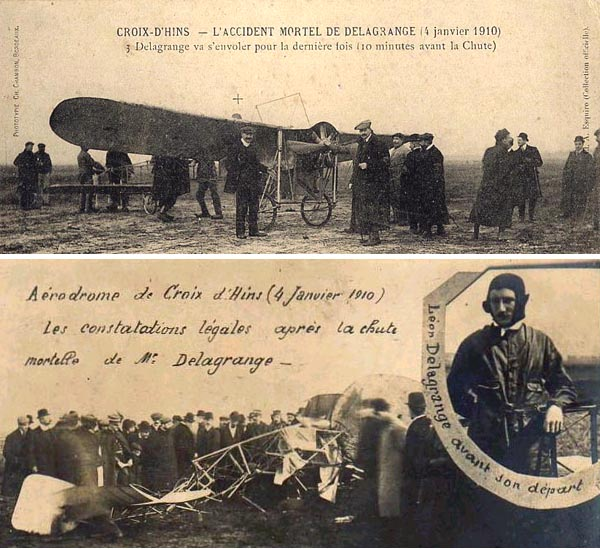
Carte postale de Croix d'Hins. Les photos ont été prises juste avant le décollage du Blériot et après l'accident, le 4 janvier 1910, sur le terrain de Croix d'Hins.

#### L'aérodrome
En 1903, à Croix d'Hins, s'installa un aérodrome construit par la société de Louis Blériot et des frères Voisin. Blériot y essaya ses aéroplanes. L'inauguration prévue le 1er décembre 1909 fut annulée et reportée pour cause de mauvais temps. 
Le 4 janvier 1910, le célèbre aviateur et sculpteur Léon Delagrange y perdit la vie à seulement 37 ans lorsque les ailes de son Blériot 11 se brisèrent lors d'un vol d'entrainement.
Il n'y aura pratiquement plus d'activité sur ce terrain sauf en 1910 où aura lieu le premier meeting aérien de Gironde organisé pas Lesire et Wallon, et en 1914 où l'aérodrome fait partie des escales du premier rallye aérien de Monaco.
Les 1er et 2 février 1911, le capitaine Georges Bellenger réalise une mission aérienne à longue distance et relie Vincennes-Maison-Blanche à Croix d'Hins, aux commandes d'un Blériot, en 7 h 15 min de vol.
L'aérodrome fut abandonné en 1920 au profit de l'aérodrome de Mérignac, en cédant la place à la station Radio Bordeaux Lafayette.

#### La station Radio Bordeaux Lafayette
Construite à l'initiative de l'armée américaine en 1918 pour pallier le manque de communications téléphoniques entre la France et les États-Unis pendant la Première Guerre mondiale, elle ne fut achevée qu'en 1920. En souvenir de l'amitié franco-américaine, la station portera le nom de Radio Bordeaux Lafayette.
Le site de Croix d'Hins proposé par la délégation française est accepté par la commission inter-alliés chargée du dossier car il présente de nombreux avantages :
- il est loin des zones de combats ;
- il est près du port de Bordeaux et hors d'une zone urbaine (forêt landaise) ;
- il peut être raccordé au réseau ferroviaire ;
- il peut être alimenté en courant depuis les barrages hydroélectriques sur la Dordogne et en particulier le barrage de Tuilière en amont de Bergerac.

La première transmission officielle a eu lieu le 21 août 1920.
Les télécommunications se font à l'aide de huit pylônes de 250 m de haut supportant une antenne en nappe d'une largeur de 400 m sur 1 200 m de longueur.
Couvrant une surface de 486 hectares la station est occupée par les Allemands pendant la Deuxième Guerre mondiale. La Kriegsmarine l'exploite pour communiquer avec des U-Boote et ceci jusqu'en 1944 où elle fut partiellement détruite à l'arrivée des alliés. Le dernier pylône a été abattu en 1953.
Quatre bâtiments d’époque subsistent encore ainsi que les ruines de l’ancien atelier et du réfectoire.
Une stèle représentant ce pylône a été érigée à l'ancienne entrée de la station (allée menant aux haras de Marcheprime).

#### Champ de tir
Une poudrerie fut créée en 1913 juste à la limite de l’aérodrome.
Un accident surement causé par une erreur de manipulation, le 21 avril 1916, fit 42 morts parmi les 1800 ouvriers, français, espagnols, civils et mobilisés. Pendant la Grande Guerre l’usine fournissait au front des poudres et des grenades.
L’activité fut complétée en 1916 par la création d'un champ de tir mais l'ensemble ne dura que jusqu'en 1917.

## Politique et administration

### Liste des maires
La mairie est située place du 8-mai-1945.
Le conseil municipal de Marcheprime est composé de 27 élus.
| Période                                  | Période  | Identité        | Étiquette              | Qualité                                                |
| ---------------------------------------- | -------- | --------------- | ---------------------- | ------------------------------------------------------ |
| 1946                                     | 1958     | René Delest     |                        |                                                        |
| 1958                                     | 1965     | Gérard Delest   |                        |                                                        |
| 1965                                     | 1969     | Daniel Brettes  | SFIO                   | Horticulteur-paysagiste, fils de Robert Brettes        |
| 1969                                     | 1995     | Gaston Flament  | SFIO-PS                |                                                        |
| 1995                                     | 1997     | Serge Trut      | RPR                    |                                                        |
| 1997                                     | 2020     | Serge Baudy     | DVG puis PRG puis MRSL | Retraité Ancien Président de la communauté de communes |
| 2020                                     | En cours | Manuel Martinez | PS                     |                                                        |
| Les données manquantes sont à compléter. |          |                 |                        |                                                        |

Marcheprime fait partie de la 8e circonscription de la Gironde.

## Population et société
La qualité de l’accueil, les infrastructures commerciales, sportives, culturelles et scolaires contribuent à améliorer le cadre de vie des Marcheprimais.

### Démographie
L'évolution du nombre d'habitants est connue à travers les recensements de la population effectués dans la commune depuis 1946. Pour les communes de moins de 10 000 habitants, une enquête de recensement portant sur toute la population est réalisée tous les cinq ans, les populations de référence des années intermédiaires étant quant à elles estimées par interpolation ou extrapolation. Pour la commune, le premier recensement exhaustif entrant dans le cadre du nouveau dispositif a été réalisé en 2005.

En 2022, la commune comptait 5 637 habitants, en évolution de +20,89 % par rapport à 2016 (Gironde : +6,91 %, France hors Mayotte : +2,11 %).
| 1946 | 1954 | 1962 | 1968 | 1975  | 1982  | 1990  | 1999  | 2005  |
| ---- | ---- | ---- | ---- | ----- | ----- | ----- | ----- | ----- |
| 707  | 847  | 892  | 947  | 1 256 | 1 388 | 2 420 | 3 486 | 3 832 |

| 2006  | 2010  | 2015  | 2020  | 2022  | - | - | - | - |
| ----- | ----- | ----- | ----- | ----- | - | - | - | - |
| 3 811 | 4 301 | 4 577 | 5 123 | 5 637 | - | - | - | - |

### Enseignement
- Une école maternelle publique : école maternelle Serge-Trut.
- Une école primaire publique (dont une annexe à Croix d'Hins) : école élémentaire Maurice-Fognet.
- Une école privée maternelle et primaire : école Sainte-Anne.
- Un collège public : collège Gaston-Flament.

### Sports
Équipement : terrains de football dont le stade René-Delest, des terrains de tennis, la salle omnisports Émilie Andéol (basket-ball, handball, dojo, salle de musculation).
La ville propose déjà depuis des années une diversité importante d'art martiaux tel que le judo, le jiu-jitsu, l’aïkido, le tai-chi chuan, et depuis 2012 le karaté et des arts martiaux mixtes (MMA).

### Manifestations culturelles et festivités
Tous les ans, l'avant dernier weekend d'août, ont lieu les fêtes de l'été et leur traditionnel salon du modélisme.
La commune abrite une salle culturelle, La Caravelle, qui a été inaugurée le 1er septembre 2007. Marcheprime étant un point central entre Bordeaux et Arcachon, cette salle permet d'attirer aussi bien la population du bassin que le public bordelais. La Caravelle peut accueillir 500 personnes assises (cela fait d'elle une des plus grandes salles du bassin), et dispose de places réservées aux personnes handicapées. L’espace et les sièges modulables de la salle et sa grande superficie de 500 m2 permettent de recevoir plusieurs genres de spectacles : concerts de musique, danse, théâtre, ciné-concert, expositions de peinture, manifestations des associations, séances de cinéma…
On trouve aussi sur la commune une salle des fêtes, une bibliothèque et une école de musique situées à La Maison Pereire, parc Pereire.

## Économie
La proximité du Commissariat à l’énergie atomique (CEA) avec la mise en chantier du laser Mégajoule (LMJ), sur la commune du Barp, contribue à dynamiser le développement économique et démographique du territoire.

## Culture locale et patrimoine

### Lieux et monuments
- L'église Saint-Émilion construite en 1862, place du 11 novembre 1918.
- Un monument aux morts place du 11-Novembre-1918.
- À Croix d'Hins, une stèle rend hommage à l'aviateur Léon Delagrange.
- Une stèle représentant un pylône a été érigée sur le site de l'ancienne station de Radio Bordeaux Lafayette.
- Une stèle rend hommage à l'aviateur Robert Picqué sur le lieu de son accident, dans la forêt, derrière le quartier de la vieille possession.

### Personnalités liées à la commune
- Les frères Pereire, Émile (1800-1875) et Isaac (1806-1880), constructeurs de la ligne de chemin de fer de Bordeaux à Bayonne, ont ensemencé plus de 10 000 ha de forêts en Pays de Buch, en grande partie sur le territoire de Marcheprime.
- Le colonel Robert Picqué (1877-1927), un des pionniers de l'aviation sanitaire, s'est tué en avion sur la commune de Marcheprime en 1927.
- Léon Delagrange (1872-1910), aviateur célèbre qui s'écrasa lors d'un vol d'entrainement en 1910 sur l'aérodrome de Croix d'Hins.
- Le 8 novembre 1988, François Mitterrand se rend à Marcheprime pour inaugurer une plaque en l'honneur de Maurice Fognet, ancien directeur de l'école, charentais comme lui. Il prononcera un discours en l'honneur des enseignants français et sur la vie politique de l'éducation.
- La judokate Émilie Andéol, née en 1987, a vécu toute son enfance à Marcheprime et a fait ses débuts de sportive dans le club de la commune. Le 12 août 2016, elle remporte la médaille d'or aux Jeux Olympiques de Rio (Brésil), dans la catégorie des plus de 78 kg. Le complexe sportif porte son nom[36].
- Pierre Ducasse, joueur de football professionnel ayant joué aux girondins de Bordeaux, a commencé le football avec le club de Marcheprime

## Héraldique et logos
| Armes | Les armes de Marcheprime se blasonnent ainsi : D’azur à la vergette d’or accompagnée à dextre d’un pin arraché de sinople, flanqué à dextre d'un pot à résine d'argent, brochant sur une cornue gouttant du même et à senestre d’une crosse de fougère de sinople surmontée de deux moutons d’argent passant l’un au-dessus de l’autre, au chef de gueules chargé d’une coquille d’or et soutenu d’une divise componée d'or et de sinople de quinze pièces. Explications des différents éléments constituant le blason : - La coquille Saint-Jacques et la bande verticale centrale (vergette) symbolisent Saint-Jacques-de-Compostelle et la route d'Espagne. - L'arbre et la cornue symbolisent la vocation forestière locale, traditionnelle et industrielle et la distillation de la gemme. - Les moutons et la crosse de fougère rappellent qu'autrefois, avant l'extension de la forêt, seuls les moutons occupaient la lande et l'économie locale reposait sur le système agro-pastoral. - La bande horizontale bicolore (divise componée) symbolise la limite de Hins (du latin Fines). |

Ancien logo.
Logo actuel.